# Chimères (film, 1929)
Pour plus de détails, voir Fiche technique et Distribution.
Chimères (Fast Company) est un film américain réalisé par A. Edward Sutherland, sorti en 1929.

## Synopsis
Elmer Kane, batteur de baseball égocentrique, aime dire à tout le monde à quel point il est bon. Un recruteur professionnel, Bert Wade, s'intéresse à lui, tandis que le joueur s'intéresse à Evelyn Corey, une séduisante actrice. Wade fait croire au joueur de base-ball que l'actrice est amoureuse de lui, ce qui incite Elmer à faire un home run pour gagner le match.

## Fiche technique
- Titre original : Fast Company
- Titre français : Chimères
- Réalisation : A. Edward Sutherland
- Scénario : Walton Butterfield, Patrick Kearney, Joseph L. Mankiewicz et Florence Ryerson d'après la pièce de Ring Lardner et George M. Cohan
- Photographie : Edward Cronjager
- Montage : Jane Loring
- Société de production : Paramount Pictures
- Pays de production : États-Unis
- Format : Noir et blanc - Mono
- Genre : comédie
- Date de sortie : 1929

## Distribution
- Evelyn Brent : Evelyn Corey
- Jack Oakie : Elmer Kane
- Richard 'Skeets' Gallagher : Bert Wade
- Sam Hardy : Dave Walker
- Arthur Housman : Barney Barlow
- Gwen Lee : Rosie La Clerq
- Chester Conklin : le président de la chambre de commerce
- E. H. Calvert : Platt
- Eugenie Besserer : Mrs Kane